# Međani
Međani (Servisch: Међани) is een plaats in de Servische gemeente Prijepolje. De plaats telt 80 inwoners (2002).